# D̈
Cette page contient des caractères spéciaux ou non latins. S’ils s’affichent mal (▯, ?, etc.), consultez la page d’aide Unicode.
D̈ (minuscule : d̈), appelé D tréma, est un graphème utilisé comme lettre latine additionnelle dans l’écriture du polonais selon l’orthographe initiale de Stanisław Zaborowski au XVIe siècle. Elle est formée de la lettre D diacritée d’un tréma suscrit. 

## Représentations informatiques
Le D tréma peut être représenté avec les caractères Unicode suivants :
- décomposé (latin de base, diacritiques) :

| Formes    | Représentations | Chaînes de caractères | Points de code | Descriptions                                |
| --------- | --------------- | --------------------- | -------------- | ------------------------------------------- |
| capitale  | D̈               | D◌̈                    | U+0044 U+0308  | lettre majuscule latine d diacritique tréma |
| minuscule | d̈               | d◌̈                    | U+0064 U+0308  | lettre minuscule latine d diacritique tréma |